# Michal Martychowiec
Michal Martychowiec (* 1987 Polsko) je polský fotograf a umělec zabývající se videem a instalacemi. Žije a pracuje v Londýně a věnuje se převážně fotografii módy a výtvarné fotografii.

## Život a dílo

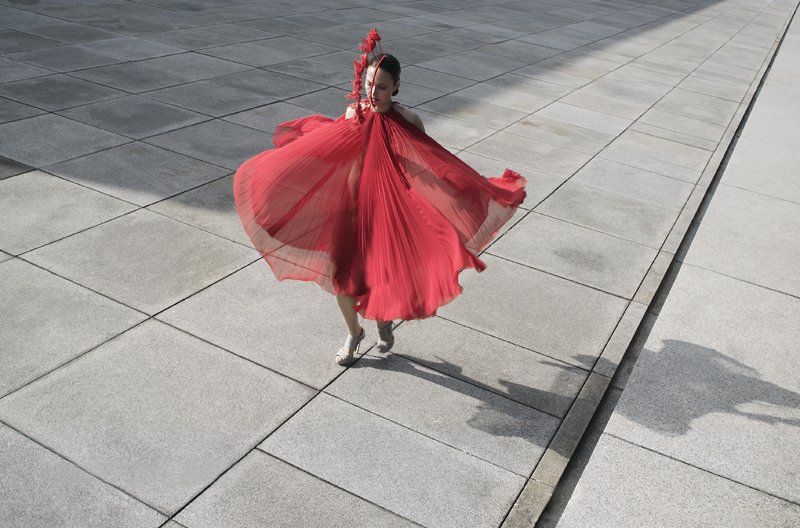
Dawid Tomaszewski SS 2011, foto 2010

Narodil se a vyrůstal v polském Lublinu. V roce 2005 se přestěhoval do Londýna, kde začal studovat umění na University of the Arts London. V roce 2007 absolvoval London College of Communication s postgraduálním diplomem v oboru fotografie.
Od roku 2007 již vytvořil řadu aktuálních fotografických sérií, stejně tak i video projekcí a rozsáhlých instalací s využitím různých médií.
Od roku 2010 pracuje nejen na projektech pro operu v Soulu (video a statické projekce), ale také v Poznani pro Poznaňskou operu (multi-kanálové video instalace).
V současné době (2010–2011) pracuje na dvou hlavních projektech (tzv. mixed media site specific) – Gwiazdozbiór Łabędzia (Cygnus Constellation), Garden a multimediální projekt Vanito Vanitas spolu s dalšími menšími fotografickými a video projekty.
Martychowiec je hluboce ovlivňován prací různých japonských umělců (Kódži Kamodži, Hiroši Sugimoto, Isamu Noguči), stejně jako minialistickým umění. Velmi se zajímá o rané a střední polské umění 20. století.
Série Destination: The Magic Mountain byla první, ve které předvedl svůj aktuální styl. Cyklus se stal součástí výstavy Awake and Dream v Palazzo Doná v Benátkách, v sídle nadace Signum. V návaznosti na výstavní projekt začal vznikat další – Awake and Dream. Documentation. Ten se zúčastnil dalších 3 výstav, dvě z nich na festivalu Art and Documentation Festival a Międzynarodowy Festiwal Fotografii FotoFestiwal.
Současně Martychowiec spolupracuje s celou řadou časopisů specializovaných na módu: Kult, Futu, Tough Crowd, Metal, Androgyny a další komerční publikace, například: European Vogues, Glamour a Vanity Fair. Pro ně vytváří, řídí a projektuje fotografické módní cykly, ve kterých se odráží jeho osobnost a inspirace z kultury Dálného východu.

## Výstavy
2010
- Powtórka z teorii widzenia (Repetition of the theory of vision), Centre for Contemporary Art Ujazdowski Castle, Warsaw, Poland (catalogue)[7]

- Summer show, Central Saint Martins College of Art and Design, London (showing series Vanito Vanitas) (catalogue)[8]

- Awake and Dream. Documentation / photography and films/, Patio Art Centre, Lodz, Poland – 2 Festiwal Sztuka i Dokumentacja (2nd Art & Documentation Festival) (solo))[9]

- Awake and Dream. Documentation / photography and films/, Fotofestiwal – 9th International festival of photography in Lodz (collateral exhibition) (solo, catalogue)[10]

2009
- Awake and Dream. Documentation /photography and films/, Palazzo Doná, Signum Foundation, Venice (solo, catalogue)

- Awake and Dream, Palazzo Doná, Signum Foundation, Venice (catalogue)

2008
- Quelque chose pour réjouir, Korczynski Paris, Paris (solo)

## Sbírky
- Signum Foundation, Benátky
- Galerie Denise Rene, Paříž
- Cruz-Diez Foundation, Houston, Texas
- British Artists' Film & Video Study Collection, Londýn

## Stipendia
- 2012 – Emily Harvey Foundation – residency in Venice.

## Publikace
- Awake and Dream.Documentation /photographs and films/, Signum Foundation Palazzo Doná, Benátky 2009. ISBN 978-83-929715-4-2